# Medaille voor Koepokkenvaccinatie
Op 18 april 1818 had Koning Willem I der Nederlanden een gouden Medaille voor Koepokkenvaccinatie ingesteld voor artsen die bewijsbaar meer dan 100 personen hadden ingeënt met koepokken. De medaille had een waarde van 50 gulden.
Op de voorzijde van de medaille stond een portret van de Nederlandse, later de Belgische koning, met het omschrift "Leopold Premier Roi de Belges" op de Belgische medailles. De keerzijde toonde een koe en de werktuigen voor inenting met het rondschrift "Propagation de la Vaccine". Een andere variant toonde hier de tekst 'Volitat iam fama per orbem' (Haar roem verspreidt zich spoedig over de aarde).
In de Bataafse Republiek was al in 1801 een gouden medaille uitgereikt aan die artsen die meer dan driehonderd inentingen hadden verricht.
Ook in het Koninkrijk Holland werd in 1808 een medaille ingesteld voor die geneesheren die het grootste aantal, maar ten minste honderd armen en militairen hadden gevaccineerd.